# Ромовица
Ромовица — река в России, протекает в Орловском и Юрьянском районах Кировской области. Устье реки находится в 6,4 км по правому берегу реки Сизма. Длина реки составляет 29 км, площадь водосборного бассейна 187 км². В 20 км от устья принимает справа реку Тутыга.
Река вытекает из болота среди холмов Северных Увалов северо-восточнее села Кленовица (Шадричевское сельское поселение) в 29 км к северо-западу от города Орлов. Течёт по ненаселённому лесному массиву на север, затем на северо-восток. Притоки — Тутыга, Мочалка (правые). Верхнее течение лежит в Орловском районе, ниже на протяжении большей части течения река образует границу между Орловским и Юрьянским районами. Впадает в Сизму у деревни Яйцовщина (Чудиновское сельское поселение).

## Данные водного реестра
По данным государственного водного реестра России относится к Камскому бассейновому округу, водохозяйственный участок реки — Вятка от города Киров до города Котельнич, речной подбассейн реки — Вятка. Речной бассейн реки — Кама.
По данным геоинформационной системы водохозяйственного районирования территории РФ, подготовленной Федеральным агентством водных ресурсов:
- Код водного объекта в государственном водном реестре — 10010300312111100034488
- Код по гидрологической изученности (ГИ) — 111103448
- Код бассейна — 10.01.03.003
- Номер тома по ГИ — 11
- Выпуск по ГИ — 1